# Жданенко, Василий Иванович
Василий Иванович Жданенко (1905 — ?) — инженер, участник советской ядерной программы, лауреат Сталинской премии (1953).

## Биография
Родился в 1905 г. в с. Чемодановка Городищенского уезда Пензенской губернии (сейчас Бессоновский район Пензенской области).
Окончил Московский институт цветных металлов и золота по специальности инженер-металлург (1934).
В 1934—1941 гг. инженер-конструктор, начальник металлургического цеха, начальник отдела технологических исследований, начальник производственно-технологического отдела на Московском медеплавильно-электролитном заводе.
С 5 июля 1941 по апрель 1946 г. служил в РККА, гвардии инженер-капитан, начальник артиллерийской ремонтной мастерской 2-й гвардейской танковой армии.
После демобилизации работал на инженерных должностях в ПГУ при Совете Министров СССР, с 1 августа 1947 по 1 марта 1950 г. главный металлург отдела 1-го управления.
С 1950 г. — зам. начальника производственно-технического отдела 3 ГУ Минсредмаша СССР (ГУ металлургического оборудования). Курировал строительство цехов по производству урановых блоков для промышленных реакторов и изделий для АЭС (твэлов и ТВС).
В дальнейшем работал начальником планово-технического отдела и заместителем главного инженера 3 ГУ МСМ.
В 1961 и 1972—1973 гг. был командирован в СГАО «Висмут» (ГДР) для оказания технической помощи.
С 1975 г. на пенсии.
Умер не ранее 1985 года.

## Награды
Лауреат Сталинской премии по Постановлению СМ СССР № 3044-1304сс от 31 декабря 1953 года.
Награждён двумя орденами Красной Звезды (20.08.1943, 13.07.1944), двумя орденами Отечественной войны II степени (13.03.1945, 06.04.1985), орденом Отечественной войны I степени (10.06.1945), медалями «За взятие Берлина» и «За победу над Германией в Великой Отечественной войне 1941—1945 гг.».